# Гайшар
Гайшар (перс. قیصر‎) — иранский фильм режиссёра Масуда Кимиаи. Фильм считается самым известным в иранском кино и дал начало новой тенденции для размышлений о фильмах в стиле нуар, в которых отомстили за честь семьи. Фильм был переснят на турецком под названием «Alın Yasızı» в 1972 году.

## Сюжет
Молодая женщина Фати, умирает в больнице. Её семья опустошена, когда они обнаруживают, что её смерть была нанесена самой себе. Она оставляет письмо, в котором говорится, что её смерть было результатом изнасилования Мансуром Аб-Мангулом - братом друга, который не сделал ничего, чтобы остановить это. Старший брат Фати Фарман, бывший уличный приспешник, который теперь управляет мясной лавкой, решает противостоять Мансуру. Его дядя убеждает его не мстить; Он борется со своим гневом и в конечном итоге решает отказаться от своего ножа, прежде чем сразиться с ним.
Встреча Фармана с Мансуром быстро перерастает в драку, когда два его младших брата, Карим и Рахим, отступают и смотрят. Фарман душит его, чуть не убив человека. Рахим говорит Кариму, что нужно спасти их брата; Он яростно наносит удар Фарману, убивая его. Трое братьев избавляются от тела Фармана на пустыре, сажая нож, которым он был зарезан рядом с ним.
Гайшар, младший брат Фармана, который работает в Хузестане, возвращается домой с подарками для своей семьи, но обнаруживает, что его брат и сестра мертвы, а его мать и дядя опустошены. Несмотря на протесты своего дяди, Гайшар решает отомстить, поклявшись убить всех трех братьев Аб-Мангол один за другим. Он следует за Каримом в общественную баню, где он закалывает его до смерти в душевой кабине. Затем он ищет Рахима и находит его работающим на бойне. Он убивает Рахима, оставляя его убитым среди скота.
Веселье мести отменяется, когда Гайшар отвлекается бывшей возлюбленной Азамом, только пока он не осознаёт, что должен отказаться от своей любви, чтобы закончить путь мести, который он начал.
Мансур скрывается, отчаянно опасаясь за свою жизнь. К этому времени полиция поняла, что Гайшар является основным подозреваемым в убийствах; они преследуют его. Его мать умирает, только усугубляя положение и усиливая его желание отомстить. Полиция преследует его на похоронах его матери, но ему удается ускользнуть от них.
Он узнает, что у Мансура есть девушка, Сохейла Фердос, танцовщица и певица. Он посещает и соблазняет её. Она забирает его в свою квартиру, где он обнаруживает местонахождение укрытия Мансура, железнодорожного пути. Гайшар направляется прямо к нему. Он замечает его и пытается сбежать; Он ловит его. Двое мужчин сражаются. Мансур наносит удар Гайшару, тяжело ранив его, и убегает со сцены.
Приходит полиция, заставляя Мансура вернуться в направлении, куда он пришел, обратно к раненому Кейсару, который собирает достаточно сил, чтобы убить его в финальной схватке.
Гайшар стоит высоко, но только на мгновение. Полиция замечает его, и он пытается сбежать, но ему наносят удар в ногу. Тяжело раненный, он пытается спрятаться в старом вагоне поезда. Полиция приближается к нему.

## В ролях
- Бехруз Восуги — Гайшар, главный протагонист
- Пури Банаи — Азам, возлюбленная Гайшара
- Насер Малек — Фарман, старший брат Гайшара (в титрах указан как Нассер Малекмотей)
- Джамшид Машайекхи — дядя Гайшара
- Мир Мохаммад Таджаддод - брат Азама
- Бахман Мофид — Майек
- Иран Дафтари — мать Гайшара
- Джалал Пишваьян — Мансур Ал-мангул
- Гхулам-Реза Саркуб — Рахим Аб-мангул
- Хасан Шахин — Карим Аб-мангул
- Кобра Саиди — Солейха Фердос, танцовщица и возлюбленная Фармана (в титрах указана как Шахерезада)

## Релиз и критика
Благодаря коммерческому успеху фильма Бехруз Восуги получил всенародную славу в стране